# Willi Johanns

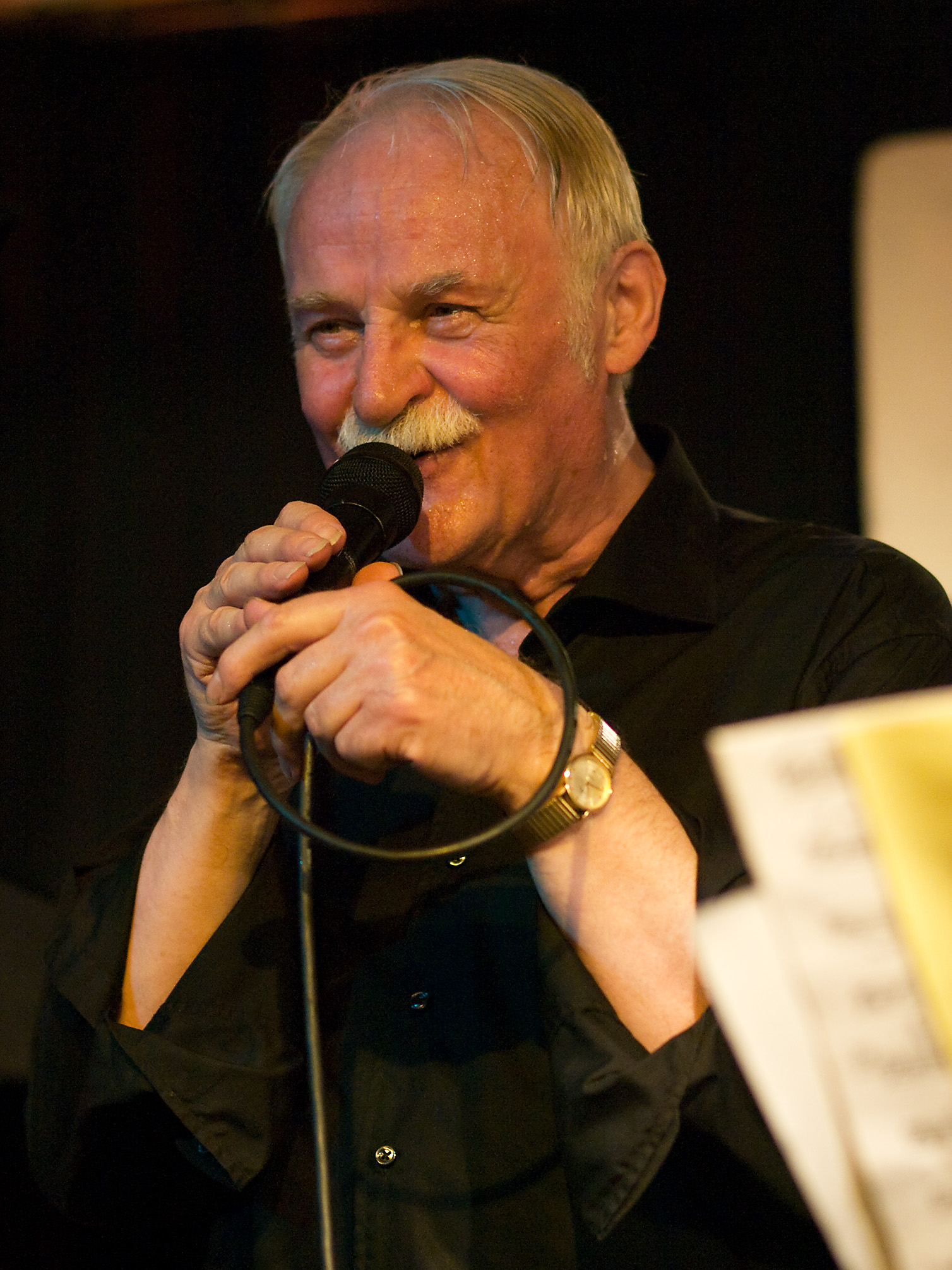
Willi Johanns im Jazzclub Unterfahrt (München 2009)

Willi Johanns (* 26. Januar 1934 in Fürstenwalde; † 28. Januar 2024) war ein deutscher Jazzsänger und Grafiker. Er war der erste deutsche Scat-Sänger.

## Leben und Wirken
Johanns, dessen Vater Militärmusiker war, erhielt von diesem früh Klavierunterricht. Seine Jugendjahre verbrachte er in Berlin und Ulm. In den frühen 1950er Jahren begann Johanns seine Karriere als Sänger in den Clubs der amerikanischen Streitkräfte, vornehmlich in den Gruppen von Walter Geiger und Horst Jankowski. 1957 zog er nach München und studierte dort Malerei und Grafik. Anschließend war er zunächst bei Rolf Kauka beschäftigt; dann arbeitete er bis 1999 im Hauptberuf als Grafiker für das Goethe-Institut.
In den Münchener Jazz-Clubs sang der Spezialist im Scat-Gesang in den späten 1950er Jahren mit Musikern wie Heinz Schellerer, Freddie Brocksieper und Joe Haider. 1961 trat Willi Johanns mit einem Trio erstmals auf dem Jazz Festival Frankfurt auf. 1963 hatte er Auftritte bei Erwin Lehn, 1964 bei Kurt Edelhagen, einer der bekanntesten Big Bands der damaligen Zeit. Im nächsten Jahr war er mit Don Menza, Pepsi Auer, Ernst Knauff und Klaus Weiss auf Tournee in Spanien und Portugal. 1967 folgte ein Auftritt auf dem Berliner Jazz Festival zusammen mit Pony Poindexter. 1969 trat er mit Jon Hendricks im Münchner Domicile auf. Im selben Jahr tourte Johanns mit den German All Stars, einer 12 Mann starken Band mit Albert Mangelsdorff als Bandleader, im Auftrag des Goethe-Instituts durch Südamerika; 1971 tourte die Gruppe durch Asien. 1985 gründete Willi Johanns gemeinsam mit dem Trompeter Dusko Goykovich die Band Bebop City. Mit dabei waren unter anderen der Tenorsaxophonist Andy Scherrer im Wechsel mit Roman Schwaller, Reggie Johnson bzw. Thomas Stabenow am Kontrabass und Alvin Queen bzw. Harald Rüschenbaum am Schlagzeug. 1987 tourte er mit dieser Band durch Italien. In den nächsten Jahren folgten wieder Auftritte mit Don Menza. Johanns trat in verschiedenen Besetzungen im Jazzclub Unterfahrt, aber auch in anderen Münchner Spielstätten auf. Im Alter konzertierte er weiterhin, begleitet von Musikern wie Claus Raible oder Carolyn Breuer, bis zu einem Sturz in der Wohnung 2022, nach dem sich Atemprobleme einstellten.

## Diskographische Hinweise
- A Salute to Birdland (1960)
- The German All Stars: Live at the Domicile (MPS Records 1971, mit Ack van Rooyen, Manfred Schoof, Albert Mangelsdorff, Rudi Fuesers, Emil Mangelsdorff, Heinz Sauer, Michel Pilz, Wolfgang Dauner, Günter Lenz, Ralf Hübner)
- Scattin’ (TCB Records, 2008; mit RTS Big Band Radio Belgrad bzw. Bebop City mit Goykovich, Andy Scherrer, Vince Benedetti, Reggie Johnson, Alvin Queen)